# Берлин, Морис
Мори́с Ге́нри Берли́н  (англ. Maurice Henry Berlin, при рождении Мо́йше-Герш Мо́рдкович Бе́рлинберг; 11 апреля 1895, Новоселица, Хотинский уезд, Бессарабская губерния — 1 августа 1984, Чикаго) — американский предприниматель и изобретатель в области музыкальных инструментов, CEO производителя электрогитар Gibson (1944—1969).

## Биография
Родился 30 марта (11 апреля) 1895 года в Новоселице и был младшим ребёнком в многодетной еврейской семье. Родители — Мордко Берлинберг и Хова (Хава) Берлинберг (в девичестве Коган); братья — Лейб (1882), Арон (1887), Абрам (1890); сёстры — Хейля (1889) и Хая-Сура (1892); старший ребёнок родился в Новоселице (1882), затем родители жили в Тарасауцах, с 1890 года в Строештах и в 1892 году вернулись в Новоселицу. 
В 1900 году с родителями и восемью братьями и сёстрами эмигрировал в США. Рано лишившись родителей, он был вынужден бросить школу после 8 класса и поступить на работу разносчиком в магазин музыкальной компании Wurlitzer в Чикаго. Некоторое время учился в Северо-Западном университете, но в 1917 году во время Первой мировой войны поступил на воинскую службу в ВМФ, играл на корнете и саксофоне во флотском ансамбле. 
После женитьбы на Эльзе Лисер в 1920 году он устроился агентом по продажам в Martin Band Instrument Company в Элкхарте (штат Индиана), но уже спустя шесть месяцев основал собственную компанию Chicago Musical Instrument Company, которую возглавлял до своего выхода на пенсию в 1974 году. Chicago Musical Instruments (CMI) производила аккордеоны, пианино, скрипки, различные щипковые и струнные инструменты, и на протяжении ряда лет была крупнейшим в мире дистрибьютором музыкальных инструментов.
В 1938 году Морис Берлин изобрёл и запатентовал пластмассовый тонет, получивший широкое распространение в начальных школах страны и в первый же год выпуска достигший продаж на 1 млн долларов. В 1944 году Берлин приобрёл гитарную компанию Gibson, которая в это время была в упадке, и к 1960 году превратил её в крупнейшего производителя электрогитар и щипковых инструментов в мире. Он же стоял за установкой звукоснимателей-хамбакеров на гибсоновских гитарах и в 1946 году заменил их логотип. В 1948 году он сделал другое приобретение — производителя духовых инструментов Olds Band Instrument Company, перевёл её производственные мощности в Фуллертон (Калифорния) и ввёл в производство учебные трубы Ambassador, вскоре став крупнейшим производителем духовых инструментов в США. В 1957 году CMI приобрела производителя гитар Epiphone — основного конкурента Гибсон, переориентировав его продукцию главным образом на азиатский рынок.
Среди других успешных проектов Берлина — William Lewis & Son Co. (смычковые инструменты), Turner Musical Instruments (ставшее распространителем гитар Гибсон в Канаде), Story & Clark Piano (производитель пианино), Symmetricut Reed (производитель язычковых инструментов), L. D. Heater Music Company (гитары, скрипки, духовые инструменты), Krauth & Benninghofen, F. A. Reynolds Company (духовые инструменты, 1964). В 1956 году он выкупил Lowrey Organ Company за 250 тысяч долларов; в 1957 году продажи органов Лоури выросли до 1,1 млн долларов, в 1960 году — до 10 млн долларов и к 1969 году — до 50 млн долларов. М. Г. Берлин также содействовал разработке и внедрению на американском рынке электроаккордеона Cordovox.
В 1969 году компания Chicago Musical Instruments слилась с базировавшейся в Эквадоре фирмой ECL, была переименована в Norlin Corporation (словослияние имён генеральных директоров Norton Stevens и Maurice Berlin), которую в 1974 году возглавил его сын Арнольд Берлин (род. 1925), и в течение 10 лет пришла в упадок.